# Lac Roca (province de Santa Cruz)
Pour les articles homonymes, voir Lac Roca.
Le lac Roca (en espagnol : lago Roca) est un lac de la province de Santa Cruz, au sud de l'Argentine. Il a été nommé en l'honneur de Julio Argentino Roca (1843-1914), militaire chargée de la Campagne du Désert et président de l'Argentine à deux reprises. Il est situé à l'intérieur du parc national Los Glaciares.
Il est accessible depuis la ville d'El Calafate, par la route provinciale no 15. 